# Guoskatjávri
Guoskatjávri eller Kuoskahjavri är en sjö i kommunen Enontekis i landskapet Lappland i Finland. Sjön ligger 438,2 meter över havet. Arean är 1,48 kvadratkilometer och strandlinjen är 12,65 kilometer lång. Den ligger omkring 300 kilometer nordväst om Rovaniemi och omkring 970 kilometer norr om Helsingfors. 